# Powiat Hiki
Powiat Hiki (jap. 比企郡 Hiki-gun) – powiat w Japonii, w prefekturze Saitama. W 2024 roku liczył 124 119 mieszkańców.

## Miejscowości
- Hatoyama
- Kawajima
- Namegawa
- Ogawa
- Ranzan
- Tokigawa
- Yoshimi